# Bort, bluest, békességet
A Bort, bluest, békességet Deák Bill Gyula bluesénekes ötödik nagylemeze.

## Számlista
| #   | Cím                              | Hossz |
| --- | -------------------------------- | ----- |
| 1.  | Ha megérint a blues              | 4:27  |
| 2.  | Falun volna jó                   | 2:46  |
| 3.  | Van ami a szomjúságra...         | 3:42  |
| 4.  | Senkié és mindenkié              | 4:59  |
| 5.  | Buta fiúk doktora                | 3:35  |
| 6.  | Baró roma csaj                   | 3:47  |
| 7.  | Minden nem eladó                 | 3:38  |
| 8.  | Zöld csillag                     | 4:19  |
| 9.  | Nem haragszom senkire            | 5:47  |
| 10. | Öreg Billy rock and roll bandája | 3:13  |
| 11. | Bort, bluest, békességet         | 5:18  |

## Közreműködők
- Deák Bill Gyula – ének
- Póka Egon – basszusgitár, ének
- Tornóczky Ferenc – gitár
- Kaszás Péter – dob
- Borlai Gergő – dob
- Babos Gyula – gitár
- Csejtey Ákos – szaxofon
- Tony Lakatos – szaxofon
- Fekete Kovács Kornél – trombita
- Schreck Ferenc – harsona
- Szakcsi Lakatos Béla – zongora[1]
- Faith Ildikó – vokál

## Külső hivatkozások
- Hivatalos oldal